# Bankera
Bankera är ett släkte av svampar. Bankera ingår i familjen Bankeraceae, ordningen Thelephorales, klassen Agaricomycetes, divisionen basidiesvampar och riket svampar.
|         | Hydnellum                                                                    |
|         |                                                                              |
|         | Sarcodon                                                                     |
|         |                                                                              |
|         | Phellodon                                                                    |
|         |                                                                              |
| Bankera | \| \| Bankera fuligineoalba \| \| \| \| \| \| Bankera violascens \| \| \| \| |
|         | \| \| Bankera fuligineoalba \| \| \| \| \| \| Bankera violascens \| \| \| \| |
|         | Corneroporus                                                                 |
|         |                                                                              |
|         | Boletopsis                                                                   |
|         |                                                                              |
|         | Bankera fuligineoalba                                                        |
|         |                                                                              |
|         | Bankera violascens                                                           |
|         |                                                                              |

|  | Bankera fuligineoalba |
|  |                       |
|  | Bankera violascens    |
|  |                       |